# Johannes Sibertus Kuffler
Johannes Sibertus Kuffler (Colônia, 6 de janeiro de 1595 - Londres, 4 de março de 1677) foi um inventor e químico alemão.

## Biografia
Kuffler começou em um lucrativo negócio de tingimento em Leida, com seu irmão Abraham, e depois se mudou para Bow, um bairro em Londres. A nova cor foi chamada "Cor Kufflerianus" ou "Bow dye". Na Inglaterra ele passou muito tempo promovendo uma 'arma secreta' (torpedo ou submarino) para guerra naval.
Casou-se com Catherina, filha de Cornelius Drebbel. Como seu sogro, ele contribuiu para a tecnologia, em matéria de fornos que eram auto-reguláveis. Ele demonstrou seu uso como estufa para a Royal Society.
Ele também foi um alquimista experimental, e foi um associado de Johann Glauber. Entrou em um empreendimento alquímico com Johann Moriaen e Benjamin Worsley. Teve um doutorado na Universidade de Pádua, no ano de 1618.